# Воррен Заїр-Емері
Воррен Заїр-Емері (фр. Warren Zaïre-Emery, нар. 8 березня 2006, Монтрей, Франція) — французький футболіст мартинікійського походження, півзахисник клубу «Парі Сен-Жермен» і збірної Франції.

## Ігрова кар'єра

### Клубна
Народився у передмісті Парижа і його футбольні здібності швидко відмітили скаути столичного «Парі Сен-Жермен», з яким футболіст підписав перший контракт вже у 2014 році. В молодіжній системі ПСЖ Заїр-Емері завжди грав у командах старших за віком категорій. У віці 15 - ти років він був наймолодшим гравцем у команді (U-19).
У 2021 році Заїр-Емері був ключовим гравцем команди (U-19) у Юнацькій лізі УЄФА. Вже у віці 15 - ти років футболіст отримав виклик від Маурісіо Почеттіно до першої команди. Де одразу привернув до себе увагу європейських топ-клубів. Та влітку 2022 року Заїрі-Емері підписав з парижанами професійний контракт до 2025 року.
6 серпня 2022 року дебютував в офіційному матчі в основі ПСЖ, коли вийшов на заміну у матчі чемпіонату Франції проти «Клермона». У віці 16 років і 151 дня він став наймолодшим гравцем в історії клуба, тим самим поновивши рекорд, який належав раніше Ель-Шадаль Бітшіабу. У жовтні 2022 року футболіст зіграв свою першу гру за основу ПСЖ у матчі Ліги чемпіонів.
1 лютого 2023 року забив свій перший гол на професійному рівні і в 16 років і 330 днів став наймолодшим автором голу в історії ПСЖ. Також 14 лютого футболіст став наймолодшим гравцем, який починав в основі матч плей-офф Ліги чемпіонів.
У жовтні 2024 року ввійшов у список 25-ти фіналістів на звання «Golden Boy» 2024 року.

### Збірна
У 2022 році у складі збірної Франції (U-17) Воррен Заїр-Емері став переможцем юнацького чемпіонату Європи.
9 листопада 2023 року був вперше викликаний до основної збірної Франції для участі в матчах відбіркового турніру до чемпіонату Європи 2024 року проти збірних Гібралтару і Греції. 18 листопада дебютував у збірній Франції в матчі проти Гібралтару, в якому йому вдалося відзначитися і першим своїм голом. Дебютувавши у віці 17 років, 8 місяців та 10 днів Заїрі-Емері став наймолодшим гравцем в історії збірної Франції з часів Першої світової війни, а попередній рекорд належав Едуардо Камавінга (17 років, 9 місяців та 29 днів). На 20-й хвилині матчу вимушено був замінений, отримавши травму через грубу гру суперника.

## Титули
Парі Сен-Жермен
- Чемпіон Франції: 2022/23, 2023/24, 2024/25
- Володар Кубка Франції:2023/24, 2024/25
- Володар Суперкубка Франції: 2023, 2024
- Переможець Ліги чемпіонів УЄФА (1): 2024/25
- Володар Суперкубка УЄФА (1): 2025

Франція (U-17)
- Чемпіон Європи: 2022